# Mary Tyrwhitt
Dame Mary Joan Caroline Tyrwhitt (* 1903; † 1997) war eine britische Offizierin in der British Army.

## Leben
Sie diente von April 1946 bis Januar 1949 im Dienstgrad eines Chief Controller, der jenem eines Major General im Heer entsprach, im Auxiliary Territorial Service (ATS), der Frauenabteilung des britischen Heeres während des Zweiten Weltkriegs. Anschließend diente sie ab Februar 1949 als erste Direktorin des neu geschaffenen Women’s Royal Army Corps.
In der Sammlung National Portrait Gallery in London befinden sich drei Porträts von ihr. Ihr Vater war der britische Marineoffizier Reginald Tyrwhitt, zuletzt Admiral of the Fleet.